# Račeva
Račeva je naselje v Občini Žiri.
Račeva je dolina, ki je del občine Žiri. Dolina se prične pri nordijskem centru, konča pa pri okrepčevalnici Mlin. Nekakšen center Račeve je gasilski dom, poleg katerega je športno igrišče. Domači gasilci vsako leto pripravijo gasilsko veselico. Starejši sloj prebivalstva se ukvarja s kmetijstvom, medtem ko srednji sloj prebivalstva hodi v službo. Otroci obiskujejo OŠ Žiri.
Po dolini teče cesta, ki povezuje Žiri z Ljubljano, preko Smrečja, Podlipe in Vrhnike. Po njej se vsak dan pelje veliko ljudi v službo.
Na dnu doline je potok, ki se v svojem teku spremeni v reko Račevo. Izvira v jezeru Račeva (Račevsko jezero), ki se nahaja malo više in sicer v Lavrovcu.